# تيم بيرجلاند
تيم بيرجلاند (بالإنجليزية: Tim Bergland)‏ هو لاعب هوكي الجليد أمريكي، ولد في 11 يناير 1965 في كروكستون في الولايات المتحدة.

## وصلات خارجية
- تيم بيرجلاند على موقع دوري الهوكي الوطني (الإنجليزية)
- تيم بيرجلاند على موقع قاعة مشاهير الهوكي (لاعب أن.إتش.أل) (الإنجليزية)
- تيم بيرجلاند على موقع EliteProspects.com (الإنجليزية)
- تيم بيرجلاند على موقع HockeyDB.com (الإنجليزية)
- تيم بيرجلاند على موقع Hockey-Reference.com (الإنجليزية)